# 克卜勒62f
克卜勒62f，亦稱KOI-701.04，是一顆環繞天琴座恆星克卜勒62的系外超級地球，是已知距離母恆星最遠的行星，由NASA的克卜勒太空望遠鏡以偵測行星通過恆星前方造成亮度下降的凌日法發現。它很可能是一顆位於適居帶中的類地行星。

## 被證實的太陽系外行星和主恆星
作為一顆超級地球，克卜勒62f的半徑是地球半徑的1.4倍。這顆行星所環繞的恆星，克卜勒62，是一顆比太陽略小和略冷的恆星。至今，人類已發現五個克卜勒62行星，而克卜勒62f就是位於最外圍的行星。其母星克卜勒62的視星等為13.8，無法以肉眼觀察。而從克卜勒62f觀看克卜勒62的話，則恆星的大小約為地球上太陽大小的90%。

## 恆星狀況
克卜勒62的恆星光譜分類為K2V，質量為太陽質量的0.69倍，而半徑則是太陽半徑的0.62倍。其有效溫度為4925 ± 70 K，年齡大約是70 ± 40億年。相較之下，太陽年齡為是45.7億年，有效溫度為5778 K。

## 行星特質
克卜勒62f距離地球約1,200 ly（370 pc），其半徑為地球半徑的1.41 ± 0.07倍，半長軸為0.718 AU。這顆行星可能是一顆位於適居帶中的類地行星，並且很可能是一顆超級地球。其地球相似指數為0.69，比火星（0.66）還要高。

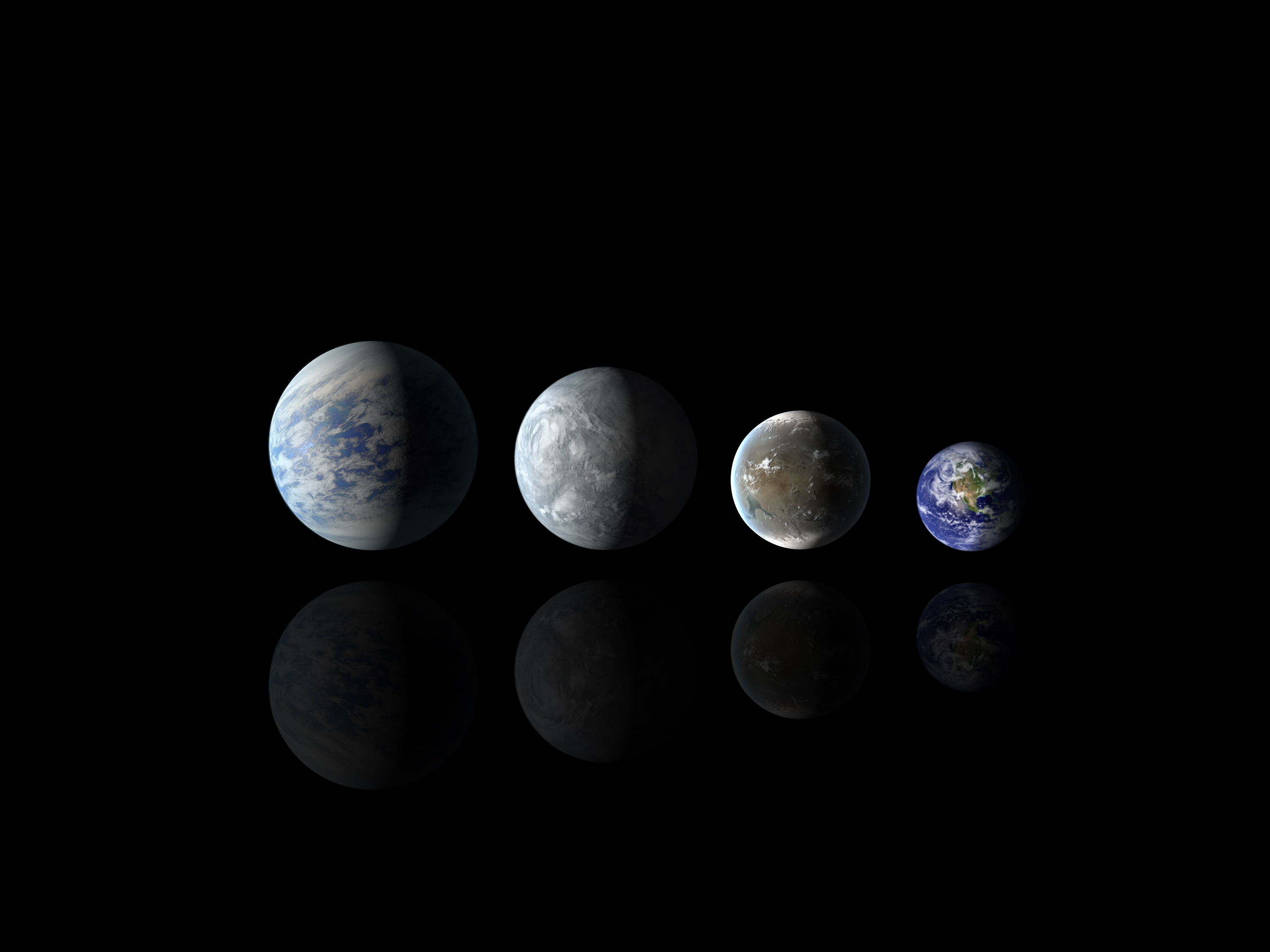
克卜勒69c、克卜勒62e、克卜勒62f和地球的體積比較。

根據行星的年齡（70 ± 40億年）、辐射通量（地球的0.41 ± 0.05倍）和半徑（地球的1.41 ± 0.07倍），它可能是由岩石組成，並且部分表面被海洋覆蓋。已被《天文物理期刊》接受的論文指出根據模型，它可能完全被海洋覆蓋。如果它的密度和地球相同，它的質量可能是地球的1.413或2.80倍。

## 文化影響
於2013年5月9日，一個由兩位美国众议院小組委員會因天文學家們發現了克卜勒62f，而舉辦的國會聽證會討論了「太陽系外行星的發現：我們是否有其他的地球？」（Exoplanet Discoveries: Have We Found Other Earths?）這個議題。《科學》亦同時出版了一個關於發現系外行星的專刊。搜寻地外文明计划也將克卜勒62f和其他克卜勒62行星列為候選外星生命家園之一。

## 外部連結
- Kepler Mission – NASA.
- Kepler – Discoveries – Summary Table（页面存档备份，存于） – NASA.
- Kepler – Discovery of New Planetary Systems (2013)（页面存档备份，存于）.
- Kepler – Tally of Planets/interactive (2013)（页面存档备份，存于） – NYT.
- Video (02:27) - NASA Finds Three New Planets in "Habitable Zone" (04/18/2013).（页面存档备份，存于）